# Hammadoun Sidibé
Hammadoun Sidibé est un entrepreneur français à l'origine du tournoi de streetball Quai 54.

## Biographie

### Jeunesse
Hammadoun Sidibé est issu d'un père avocat et d'une mère femme au foyer et est l'aîné d'une fratrie de 5 enfants. Ses origines sont maliennes et guinéennes. Il a passé son enfance à la cité Henri-Barbusse de Choisy-le-Roi. La famille s'y est installée après que les affaires du père aient mal tournées.
Il découvre sa passion pour le basket-ball à 16 ans en 1991 alors qu'il est en visite chez son oncle et sa tante à New York. Son oncle le lui fait découvrir à la télévision à l'occasion d'une rencontre entre les Bulls de Chicago et les Lakers de Los Angeles. Il est depuis fan de Michael Jordan. Lorsqu'il rentre en France, il prend une licence au club de basket-ball de Choisy-le-Roi.
Il fait ses études à l'université de Créteil mais n'obtient pas sa licence.

### Premiers emplois
Avant de s'engager dans le streetball, il enchaîne quelques emplois : il fait les marchés, travaille à l'accueil de la Banque directe, une filiale de la BNP Paribas. Il est aussi acheteur pour Paris Expo Porte de Versailles. Il quitte cet emploi à 26 ans car il ne lui plait pas.

## Quai 54
Au début des années 2000 en France, les grandes marques de sports se désinteressent des tournois de basket-ball. Elles avaient arrêté de les sponsoriser. Hammadoun Sidibé part de ce constat pour les remettre sur le devant de la scène. Il s'associe avec Thibault De Longueville et Said El Ouardi. La première édition se déroule en 2003 au 54 quai Michelet à Levallois-Perret en partenariat avec Nike. Cet événement rassemble 1000 spectateurs et 160 participants. Le nom "Quai 54" est donné en référence à ce tournoi pour les éditions suivantes.
Chaque année, Hammadoun Sidibé invite des sportifs et des artistes de plusieurs disciplines comme la musique, la danse et la mode. Plusieurs personnalités participent à ces tournois tels que Mokobé qui le présente, Terror Squad, Usher ou Ludacris. En 2015, Michael Jordan devait y participer mais a dû annuler pour des raisons de sécurité.
Soutenu par la Mairie de Paris, l'événement se déroule chaque année dans des lieux différents tels que le Trocadéro, le stade Émile Anthoine, le Palais de Tokyo ou la Place de la Concorde notamment.

## Autres activités
Producteur de musique, il est proche de plusieurs membres du collectif Mafia K'1 Fry.